# Opuntia basilaris

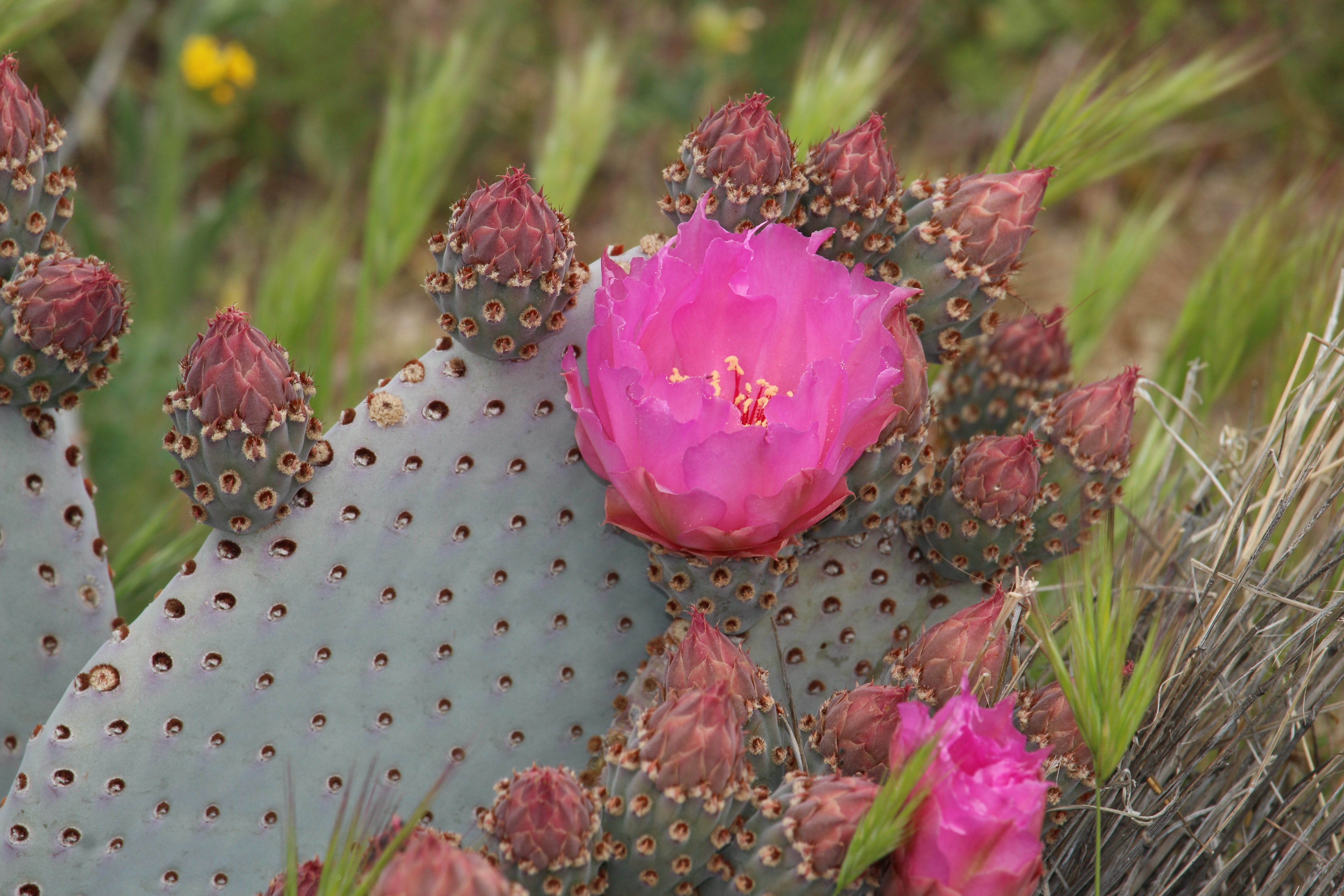
Blüte und Blütenknospen

Opuntia basilaris ist eine Pflanzenart in der Gattung der Opuntien (Opuntia) aus der Familie der Kakteengewächse (Cactaceae). Das Artepitheton basilaris stammt aus dem Lateinischen, bedeutet ‚basal‘ und verweist auf die hauptsächlich an der Basis der Art neugebildeten Triebabschnitte.

## Beschreibung
Opuntia basilaris wächst strauchig und bildet dichte niedrige Polster mit einer Wuchshöhe von bis zu 50 Zentimetern und einer Breite von bis zu 2 Metern. Die umgekehrt-eiförmigen bis runden bis länglichen bis keilförmigen Triebabschnitte sind blaugrün und besitzen oft einen violetten Farbton. Sie sind feinsamtig und werden 5 bis 20 Zentimeter lang, 4 bis 10 Zentimeter breit und bis zu 1,5 Zentimeter dick. Die für gewöhnlich runden Areolen tragen braune Glochiden, die bis 3 Millimeter lang sind. Dornen fehlen für gewöhnlich.
Die kirschroten bis gelben, selten weißen, Blüten erreichen eine Länge und einen Durchmesser von 5 bis 7,5 Zentimeter. Die grünen, bei Reife trockenen, Früchte sind dornenlos. Sie weisen eine Länge von 2,5 bis 3 Zentimeter und einen Durchmesser von 1,5 bis 2,2 Zentimeter auf.
Die Chromosomenzahl beträgt 2n = 22 oder 88.

## Verbreitung, Systematik und Gefährdung
Opuntia basilaris ist in den US-Bundesstaaten Kalifornien, Nevada, Arizona und Utah sowie im angrenzenden mexikanischen Bundesstaat Sonora in Höhenlagen von 100 bis 1800 Metern verbreitet.
Die Erstbeschreibung erfolgte 1856 durch George Engelmann und John Milton Bigelow.
Es werden folgende Varietäten unterschieden:
- Opuntia basilaris var. basilaris
- Opuntia basilaris var. brachyclada (Griffiths) Munz
- Opuntia basilaris var. heilii S.L.Welsh & Neese
- Opuntia basilaris var. longiareolata (Clover & Jotter) L.D.Benson
- Opuntia basilaris var. treleasei (J.M.Coult.) J.M.Coult. ex Toumey

In der Roten Liste gefährdeter Arten der IUCN wird die Art als „Least Concern (LC)“, d. h. als nicht gefährdet geführt. Die Entwicklung der Populationen wird als stabil angesehen.

## Verwendung
Die Shoshonen stellen aus dem Inneren der Triebe von Opuntia basilaris einen Breiumschlag her und verwenden ihn bei Schnitten und Wunden gegen die Schmerzen.

## Nachweise